# 牛頓縣 (喬治亞州)
牛頓縣（英語：Newton County）是美國喬治亞州北部的一個縣。面積723平方公里。根据美國2000年人口普查，共有人口62,001人，2005年人口86,713人。縣治科文頓（Covington）。
成立於1821年12月24日。縣名紀念法蘭西斯·馬里昂將軍手下的約翰·牛頓（John Newton）。